# متحف واتس

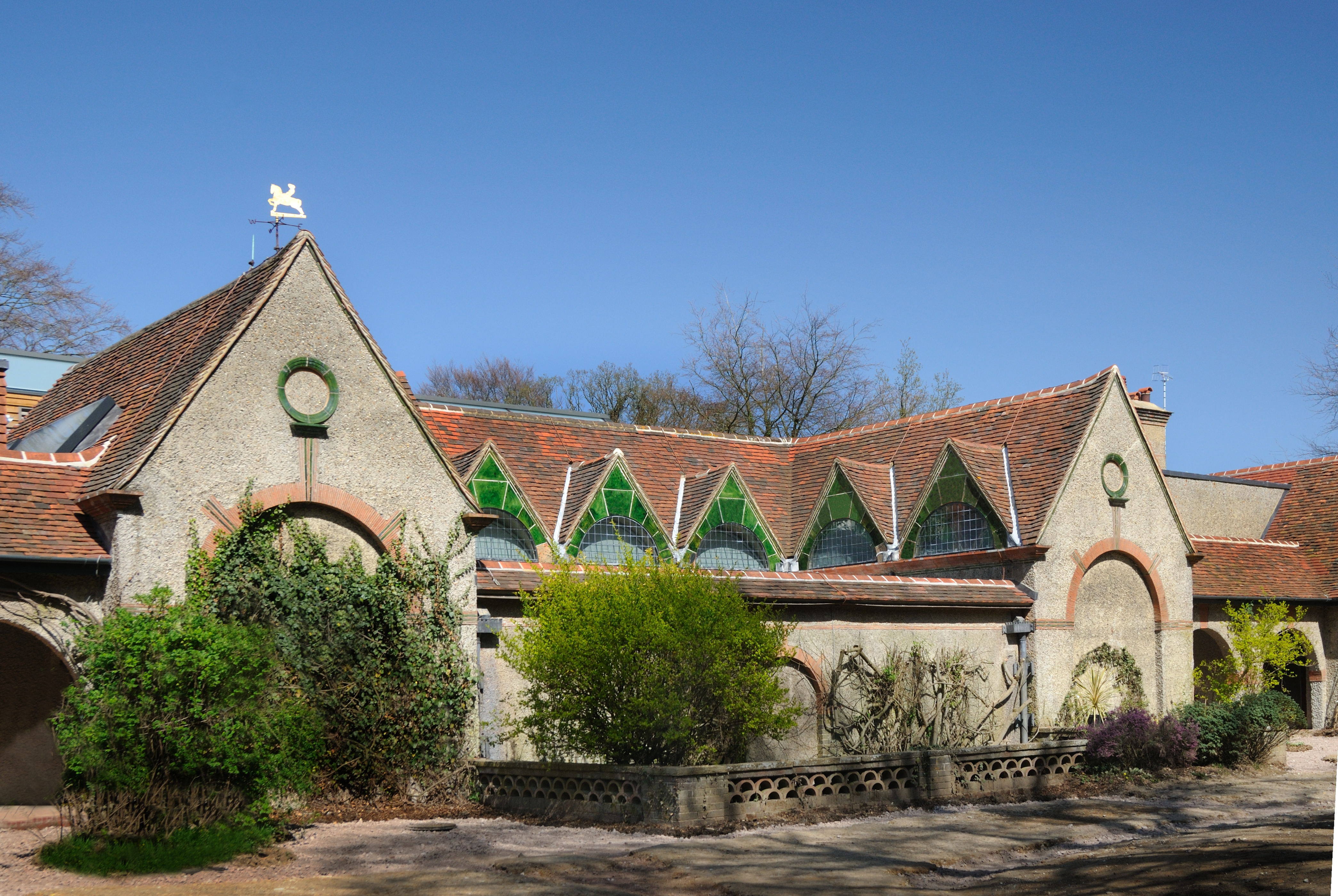
متحف واتس بعد الترميم

متحف واتس- قرية الفنانين (بالإنجليزية: Watts Gallery – Artists' Village)‏ معرض فني في قرية كومبتون بمُقاطعة سري بإنجلترا. هو متحف مُكرس لأعمال رسام ونحات العصر الفيكتوري جورج فريدريك واتس. أدرج المعرض في فئة الدرجة الثانية في قائمة التراث الوطني في إنجلترا منذ يونيو 1975.